# Stilobezzia areolaris
Stilobezzia areolaris är en tvåvingeart som först beskrevs av Jean-Jacques Kieffer 1911.  Stilobezzia areolaris ingår i släktet Stilobezzia och familjen svidknott.
Artens utbredningsområde är Seychellerna. Inga underarter finns listade i Catalogue of Life.